# Gaižiūnai
Gaižiūnai är en ort i Litauen. Den ligger i den centrala delen av landet, 70 km nordväst om huvudstaden Vilnius. Gaižiūnai ligger 70 meter över havet och antalet invånare är 179.
Terrängen runt Gaižiūnai är platt. Runt Gaižiūnai är det ganska glesbefolkat, med 36 invånare per kvadratkilometer. Närmaste större samhälle är Jonava, 3,8 km norr om Gaižiūnai. I omgivningarna runt Gaižiūnai växer i huvudsak blandskog.